# Luca Siligardi
Luca Siligardi (* 26. Januar 1988 in Correggio, Italien) ist ein italienischer Fußballspieler.

## Karriere

### Jugend
Siligardi begann das Fußballspielen im Alter von sieben Jahren in einem kleinen Verein in seiner Heimatstadt Correggio. 2002 kam er zum Verein Dorando Pietri, benannt nach dem gleichnamigen Marathonläufer. Nach zwei Jahren wechselte er in die Jugend des FC Parma, die er jedoch nach nur einem Jahr wieder verließ und zu Dorando Pietri zurückkehrte. Doch auch dort blieb er diesmal nur ein Jahr und schloss sich ab 2006 der Jugend von Inter Mailand an.

### Verein
Siligardi gehörte ab 2007 dem Profikader von Inter Mailand an. Um Spielpraxis und Erfahrungen zu sammeln folgten Leihstationen zum AS Bari, zu Piacenza Calcio, zur US Triestina und zum FC Bologna. Viel Spielpraxis sammelte er allerdings nur in seiner Zeit bei US Triestina, bei den anderen Vereinen kam er nur auf sporadische Einsätze.
2011 wechselte er zum Zweitligisten AS Livorno, mit dem er am Ende der Saison 2012/13 über die Play-Offs den Aufstieg in die Serie A schaffte. In Livorno konnte sich Siligardi als Stammspieler etablieren, ligaunabhängig kam er in jeder Saison auf mindestens 20 Einsätze. In der Aufstiegssaison 2012/13 war er an 17 der 77 Tore seines Vereins beteiligt (10 Tore, 7 Vorlagen). In der Saison 2013/14 stieg Livorno als Tabellenletzter direkt wieder ab, Siligardi stand in 26 Ligaspielen auf dem Platz. Im Sommer 2015 folgte der Wechsel zum Erstligisten Hellas Verona, mit dem er in seiner ersten Saison ebenfalls als Tabellenletzter in die Serie B abstieg.
Nachdem Siligardi in der Saison 2016/17 auf 31 Einsätze gekommen war, wechselte er nach dieser Saison zum Ligakonkurrenten Parma Calcio. Mit Parma stieg er direkt in die Serie A auf. In der Saison 2018/19 war er noch Stammspieler, wurde in den folgenden Jahren jedoch immer seltener eingesetzt. In der Saison 2019/20 gelang Parma Calcio der Klassenerhalt souverän, nachdem man in der Saison 2018/19 nur drei Punkte Vorsprung auf den ersten Abstiegsplatz hatte. In der Saison 2020/21, in der Parma wieder in die Zweitklassigkeit abstieg, wurde Siligardi in nur zwei Spielen eingewechselt. Ab Oktober 2020 wurde er zunächst an den FC Crotone und den Zweitligisten AC Reggiana verliehen. Im Sommer 2021 kehrte Siligardi vorerst zu Parma Calcio zurück, soll aber verkauft werden.

## Erfolge
- Aufstieg in die Serie A: 2012/13, 2017/18